# Polystichum microchlamys
Polystichum microchlamys là một loài thực vật có mạch trong họ Dryopteridaceae. Loài này được (H. Christ) Matsum. miêu tả khoa học đầu tiên năm 1904.